# McLaren MP4/1
La McLaren MP4/1, inizialmente denominata MP4, fu la vettura del team McLaren che corse nelle stagioni di Formula 1 1981 (MP4/1), 1982 (MP4/1B) e 1983 (MP4/1C e MP4/1E). Prima vettura nella storia della Formula 1 a scendere in pista dotata di un telaio in fibra di carbonio, si rivelò una vettura discretamente veloce, ma fu raramente in lizza per la vittoria del campionato.

## La vettura
La MP4/1, prima McLaren dell'era Ron Dennis che diede inizio ai modelli MP4 (Marlboro Project 4, dall'unione dello sponsor principale che finanziò il cambio di proprietà, e dal nome del team di Formula 2 di proprietà di Ron Dennis), rappresentò una vera rivoluzione in Formula 1 in quanto fu la prima vettura con telaio interamente in fibra di carbonio a disputare una gara nella massima categoria. Durante una visita presso British Aerospace John Barnard, già alla ricerca di soluzioni per alleggerire il telaio senza comprometterne le prestazioni, ebbe modo di osservare la lavorazione della fibra di carbonio usata sulle carene del Rolls-Royce RB211. Barnard, impressionato dal potenziale di questa tecnologia, convinse Ron Dennis a finanziare il progetto di una nuova vettura che utilizzasse un telaio in fibra di carbonio. Il telaio in fibra di carbonio, oltre a garantire maggiore resistenza torsionale, presentava maggiori protezioni per il pilota e di conseguenza era anche molto sicuro.
Per lo sviluppo dei nuovi telai, McLaren si rivolse a Hercules Aerospace, unica azienda che accettò l'incarico di sviluppare un telaio in composito. La stessa Hercules produsse i primi telai fino a quando la McLaren ebbe a disposizione le infrastrutture e le conoscenze per avviare la produzione. Contestualmente la McLaren ingaggiò Steve Nichols, ingegnere progettista della Hercules.
Dal 1981 a fine 1983 le MP4/1 furono motorizzate con un Ford Cosworth DFV aspirato V8 ma nelle ultime gare della stagione 1983 vennero introdotti i motori turbo TAG Porsche TTE PO1 V6 da 1,5 l. Nelle stagioni 1981 e 1982 venne utilizzata una versione modificata del DFV progettata da Nicholson-McLaren caratterizzata da pistoni e valvole più grandi e fusioni diverse.

## Le stagioni

### 1981
La MP4/1 debuttò al Gran Premio d'Argentina 1981 con John Watson al volante, mentre l'italiano debuttante Andrea De Cesaris guidò la MP4/1 per la prima volta al Gran Premio di Monaco. Dopo un inizio stentato arrivarono i primi piazzamenti in zona punti, sempre con l'esperto Watson, che culminarono con la prima vittoria al GP di Gran Bretagna proprio con il pilota inglese. Il campionato proseguì con altri piazzamenti a punti, con Watson che finì sesto nel mondiale piloti con 27 punti. Il campionato di De Cesaris fu invece costellato da numerosi incidenti e pochi risultati, che resero la sua posizione all'interno del team molto precaria fino all'appiedamento a fine stagione.

### 1982

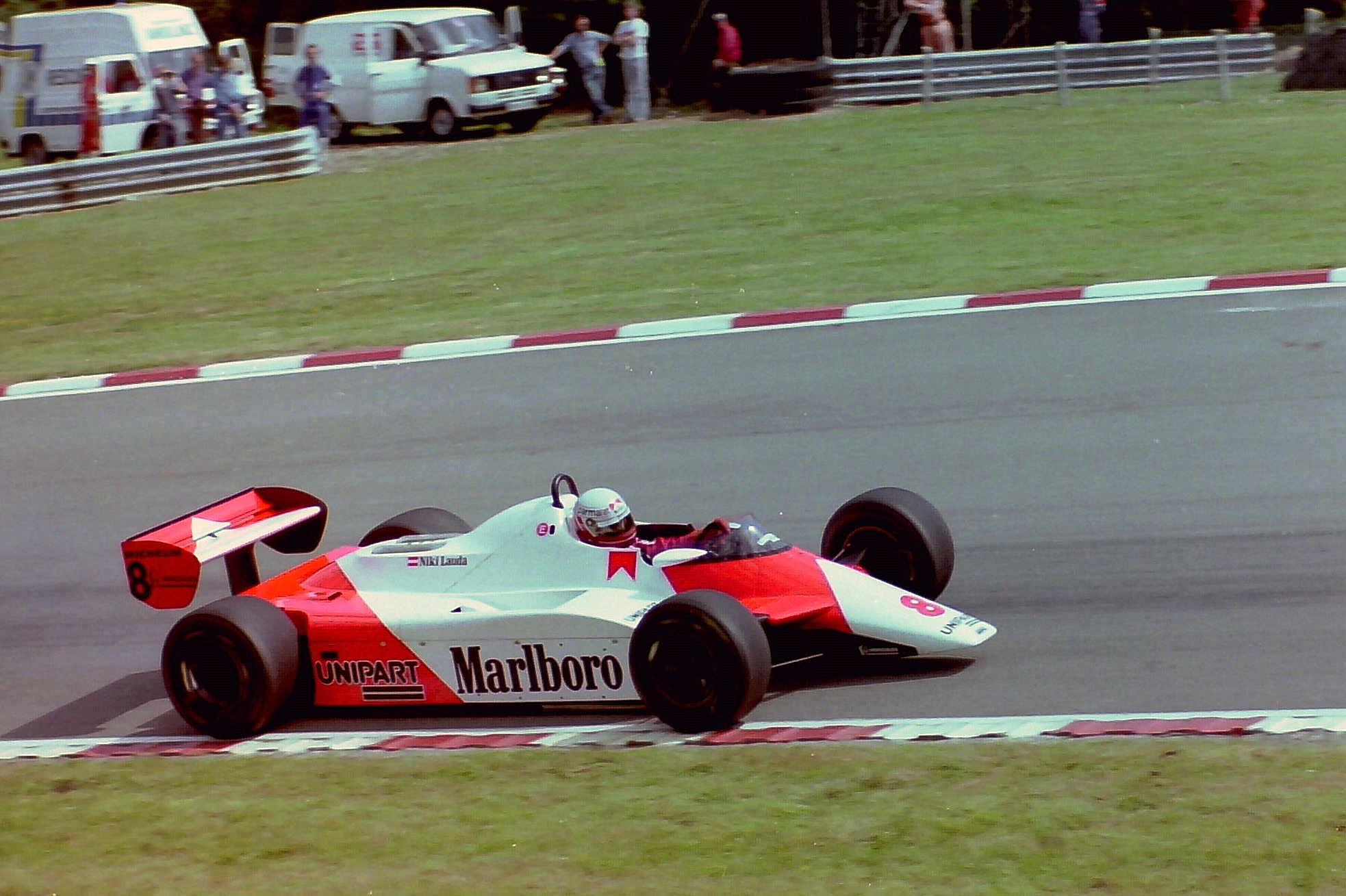
La MP4/1B di Lauda al GP di Gran Bretagna 1982

Per la stagione 1982 la vettura venne aggiornata in versione MP4/1B. Ron Dennis vuole fare le cose in grande e lo fa capire chiaramente con due annunci: il ritorno di Niki Lauda al volante di una sua vettura e l'accordo con TAG e Porsche per la fornitura per il 1983 di un motore turbo dalle alte prestazioni per puntare al mondiale.
Lauda non tradì le aspettative e vinse due Gran Premi, Long Beach e Gran Bretagna. Watson non fu da meno e si impose in Belgio e a Detroit, restando in lotta per il mondiale piloti fino all'ultima gara di un mondiale atipico, segnato dalla morte di Villeneuve e dal tragico incidente di Pironi così che a Rosberg bastano 44 punti per diventare campione del mondo. Alla fine Watson concluse secondo con 39 punti a pari punti con Pironi ma favorito dai migliori piazzamenti, mentre il team fu secondo nel campionato costruttori con 69 punti, a sole 5 lunghezze dalla Ferrari.

### 1983
Nel 1983, la MP4/1C, adattata ai nuovi regolamenti aerodinamici che misero al bando l'effetto suolo, vinse un solo gran premio, a Long Beach, USA Ovest, seconda prova della stagione, con John Watson e Niki Lauda che centrarono la doppietta dopo essere partiti dalla ventiduesima e ventitreesima posizione sullo schieramento; il risultato di Watson rappresenta tuttora il record per la vittoria ottenuta partendo dalla posizione di partenza più arretrata. Gli altri piazzamenti a podio furono tre terzi posti, uno con Lauda nella gara d'apertura in Brasile e due con Watson a Detroit e a Zandvoort.

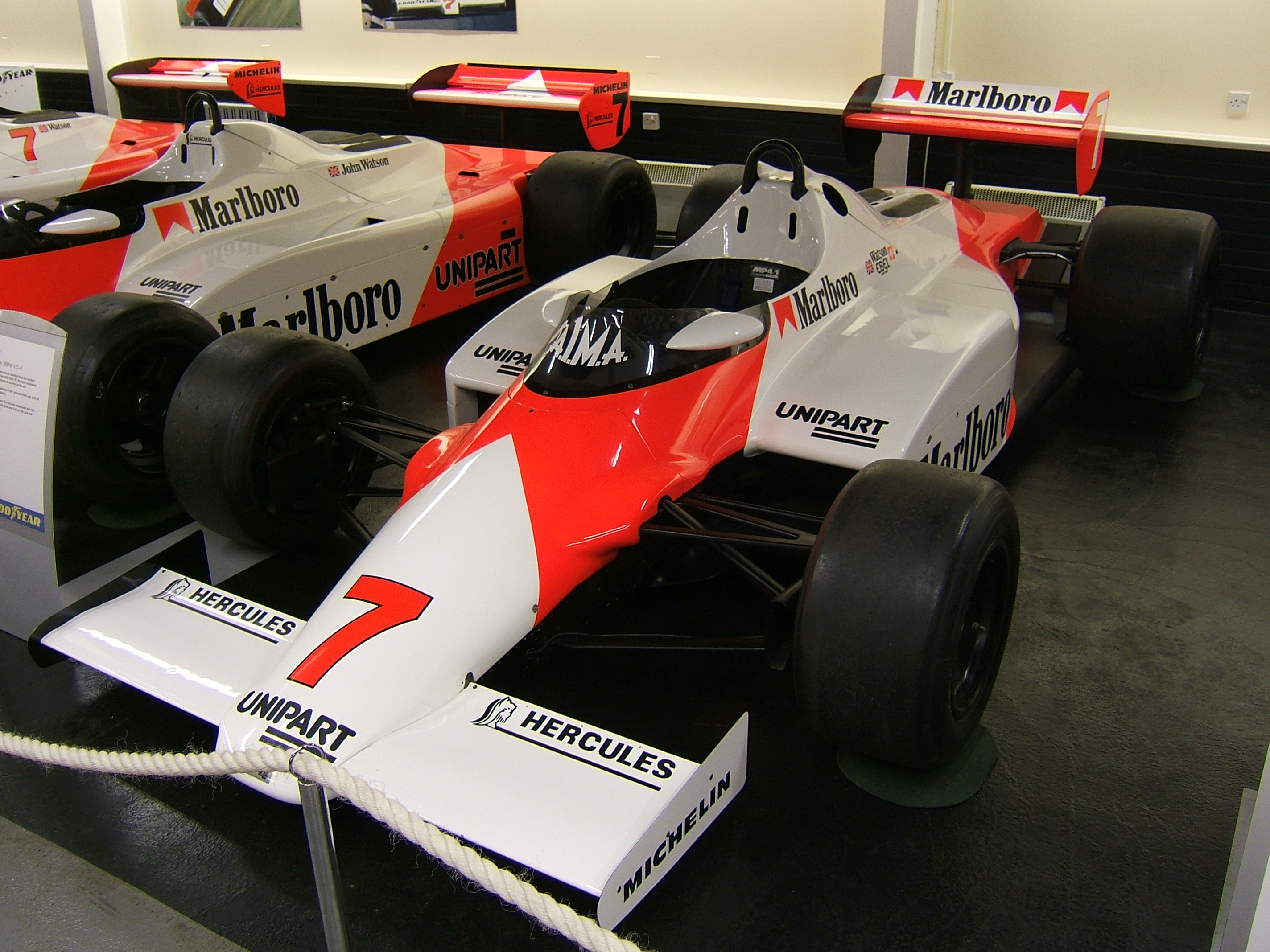
Una MP4/1D

La vettura MP4/1C era caratterizzata da una particolare forma aerodinamica che si discostava dalle pance "a freccia" adottate dai team, con le fiancate rastremate all'interno delle ruote per favorire il flusso dell'aria dai lati delle ruote verso le fiancate. Innovative erano anche le sospensioni anteriori push-rod adottate per prime insieme alla Brabham BT52 e che diventeranno lo standard progettuale per i decenni a venire.
Durante la stagione 1983 McLaren lavorò con Porsche per sviluppare un motore turbo V6 costruito sotto specifica di John Barnard e finanziato da Techniques d'Avant Garde. Il banco di prova di questo nuovo motore fu la MP4/1D, che non venne mai utilizzata al di fuori dei test del nuovo motore. La MP4/1E, versione della MP4/1C modificata appositamente per ospitare il nuovo motore TAG Porsche TTE PO1 in attesa che la MP4/2 fosse pronta, debuttò al Gran Premio d'Olanda affidata a Niki Lauda, che mise pressione a Ron Dennis per avere una macchina con un motore competitivo già prima della stagione 1984. Al successivo Gran Premio d'Italia anche Watson ricevette la MP4/1E.
La MP4/1E fu competitiva ma non ancora affidabile, venendo costretta al ritiro in ogni gran premio disputato: al Gran Premio del Sudafrica 1983 Lauda fu a lungo in testa prima di essere fermato da un problema elettrico a 6 giri dal termine. La squadra ottenne 34 punti e il quinto posto in campionato; per i piloti, Watson fu sesto con 22 punti, a pari merito con Eddie Cheever, e Lauda decimo con 12 punti.

## Risultati in Formula 1
| Anno | Team                           | Motore            | Gomme | Piloti     |  |  |     |    |   |     |     |    |     |     |   |     |     |     |    | Punti | Pos. |
| ---- | ------------------------------ | ----------------- | ----- | ---------- |  |  | --- | -- | - | --- | --- | -- | --- | --- | - | --- | --- | --- | -- | ----- | ---- |
| 1981 | McLaren Marlboro International | Ford Cosworth DFV | M     | Watson     |  |  | Rit | 10 | 7 | Rit | 3   | 2  | 1   | 6   | 6 | Rit | Rit | 2   | 7  | 28    | 6º   |
| 1981 | McLaren Marlboro International | Ford Cosworth DFV | M     | De Cesaris |  |  |     |    |   | Rit | Rit | 11 | Rit | Rit | 8 | NP  | 7   | Rit | 12 | 28    | 6º   |

| Anno | Team                           | Motore            | Gomme | Piloti |   |     |   |  |    |     |     |     |   |     |     |     |   |    |     |     | Punti | Pos. |
| ---- | ------------------------------ | ----------------- | ----- | ------ | - | --- | - |  | -- | --- | --- | --- | - | --- | --- | --- | - | -- | --- | --- | ----- | ---- |
| 1982 | McLaren Marlboro International | Ford Cosworth DFV | M     | Watson | 6 | 2   | 6 |  | 1  | Rit | 1   | 3   | 9 | Rit | Rit | Rit | 9 | 13 | 4   | 2   | 69    | 2º   |
| 1982 | McLaren Marlboro International | Ford Cosworth DFV | M     | Lauda  | 4 | Rit | 1 |  | SQ | Rit | Rit | Rit | 4 | 1   | 8   | NP  | 5 | 3  | Rit | Rit | 69    | 2º   |

| Anno | Team                           | Motore                                | Gomme | Piloti |     |   |     |     |    |     |     |     |   |    |   |     |     |     |    | Punti | Pos. |
| ---- | ------------------------------ | ------------------------------------- | ----- | ------ | --- | - | --- | --- | -- | --- | --- | --- | - | -- | - | --- | --- | --- | -- | ----- | ---- |
| 1983 | McLaren Marlboro International | Ford Cosworth DFV TAG Porsche TTE PO1 | M     | Watson | Rit | 1 | Rit | 5   | NQ | Rit | 3   | 6   | 9 | 5  | 9 | 3   | Rit | Rit | SQ | 34    | 5º   |
| 1983 | McLaren Marlboro International | Ford Cosworth DFV TAG Porsche TTE PO1 | M     | Lauda  | 3   | 2 | Rit | Rit | NQ | Rit | Rit | Rit | 6 | SQ | 6 | Rit | Rit | Rit | 11 | 34    | 5º   |

| Legenda | 1º posto     | 2º posto | 3º posto    | A punti         | Senza punti/Non class.  | Grassetto – Pole position Corsivo – Giro più veloce |
| Legenda | Squalificato | Ritirato | Non partito | Non qualificato | Solo prove/Terzo pilota | Grassetto – Pole position Corsivo – Giro più veloce |